# Torre de Fiscal
La Torre de Fiscal, corresponde al tipo de casa torreada frecuente en el Alto Aragón. Se encuentra en la localidad pirenaica de Fiscal, en la comarca oscense de Sobrarbe, en Aragón, España. La torre es conocida por también como Casa Costa, Casa Antoné o Torre Naya. Está declarada Bien de Interés Cultural (BIC) por la Diputación General de Aragón.

## Historia
Se trata de una torre de señorío a la que en el siglo XIX se le adosa una nueva construcción como vivienda aunque su datación fundacional parece localizarse en el siglo XVI.
Esta construcción atestigua los momentos de gran inseguridad que se vivieron en el Alto Aragón durante este los siglos XV y XVI, fundamentalmente debida a los conflictos nobiliarios, a los fronterizos con el reino de Francia, y a la existencia de bandoleros en esta zona con hábitat disperso y, por tanto, insegura.
La torre, dentro de la tipología de "Torre de Señorío" o de casa torreada, servía como lugar de defensa o de refugio ocasional de sus dueños, además de ser un símbolo de prestigio y exponente visible del dominio de los señores sobre el territorio.
Lucien Briet, viajero por el Alto Aragón a comienzos del siglo XX, describe de esta manera la población y, en particular, la torre: 

Las, casas alegres y limpias, se hallaban enlucidas de yeso en su mayor parte; en medio de ellas se elevaba con majestad la mole de un antiguo torreón aun más vetusto que el campanario y que conserva almenas sobre su techo.

## Descripción
Tiene planta rectangular, está construida en sillarejo y piedra sillar en los vértices. Se cubre con tejado de loseta a dos aguas y alcanza una altura próxima a los 20 metros, repartidos en cuatro pisos, que se comunicaban entre ellos mediante escaleras de madera movibles. El último piso estaba reforzado por una construcción de madera de carácter defensivo (cadalso) que rodeaba sus cuatro fachadas y sobresalía de ellas, tal y como se comprueba por la existencia de mechinales; el muro norte se completaba con una barbacana cuya misión era proteger la puerta originaria, que actualmente está oculta por la construcción aneja.Destaca por su monumentalidad y la calidad de algunos de sus vanos. En tiempos posteriores se le añadieron construcciones auxiliares. 